# Cycas ferruginea
Cycas ferruginea är en kärlväxtart som beskrevs av F.N. Wei. Cycas ferruginea ingår i släktet Cycas, och familjen Cycadaceae. IUCN kategoriserar arten globalt som nära hotad. Inga underarter finns listade i Catalogue of Life.